# Hawksley Workman

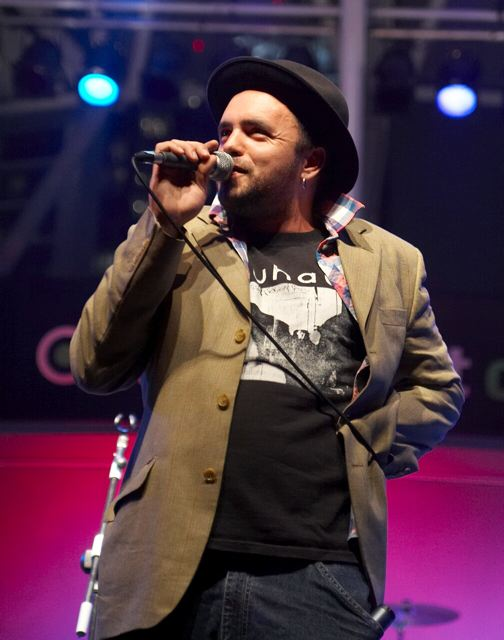
Hawksley Workman 2007

Hawksley Workman (* 4. März 1975 in Huntsville, Ontario, als Ryan Corrigan) ist ein kanadischer Singer-Songwriter.

## Biografie
Der in der waldreichen, ländlich geprägten Region Bay Lake am Huronsee in Ontario, Kanada, aufgewachsene Hawksley Workman hatte einen Perkussionisten zum Vater, weshalb auch er zunächst seine musikalische Karriere als Schlagzeuger begann. Er wurde bereits in jungen Jahren für Studioaufnahmen und Tourneen gebucht, wollte aber nicht auf Dauer nur Mietschlagzeuger sein. Seinen Künstlernamen setzte er aus den Namen seiner Großeltern mütterlicherseits zusammen.
Im Laufe seiner Weiterentwicklung wurde er zu einem Multitalent in Sachen Instrumentenbeherrschung, weswegen er auf seinen Platten nahezu jeden Part selbst spielt und singt. In seiner frühen selbstbestimmten künstlerischen Phase wurde man auf ihn aufmerksam, als er persönliche Briefe in Wochenblättern an seine fiktive Muse Isadora schrieb. Diese und andere Briefe wurden in seinem ersten Buch Hawksley Burns for Isadora (Gutter Press, 2001) zusammengestellt.
Nachdem er mit Anfang 20 ein erstes (aber erst 2004 veröffentlichtes) Album aufgenommen hatte und nach Toronto umgezogen war, kam es 1999 endlich zum Album-Debüt unter dem Titel For Him and the Girls. Randy Lennox von Universal Music hatte ihn 1998 in einem kleinen Club in Hawksleys Nachbarschaft entdeckt. Seinen Job in einer Stepptanz-Schule konnte er somit aufgeben. Nach seinem zweiten offiziellen Album (Last Night We Were) The Delicious Wolves, das mit Striptease und Jealous of Your Cigarette zwei Singleerfolge enthält, ging Hawksley für ein knappes Jahr nach Paris. In dieser Zeit arbeitete er mit Künstlern wie der französischen Rock-’n’-Roll-Ikone Johnny Hallyday, dem Techno-Künstler Tommy Hools und den Indie-Neulingen Aston Villa zusammen. Im selben Jahr, 2002, erhielt er den Juno Award als „Bester neuer Solo-Künstler“ sowie einen für das „Beste Video“, nämlich für das ohne Schnitte auskommende Jealous of Your Cigarette.
Er tourte durch Europa mit namhaften Interpreten wie zum Beispiel David Bowie, Patti Smith, New Order, The Cure, Marianne Faithfull und Noir Désir. Nicht zuletzt wegen seines Frankreich-Aufenthaltes in Verbindung mit häufiger Festival-Präsenz war seine Popularität im französischen Sprachraum am größten. Während der Fußball-Weltmeisterschaft 2002, wurde seine Darbietung des Beatles-Liedes Revolution für einen TV-Werbespot mit dem französischen Fußball-Star Zinédine Zidane ausgestrahlt.
Für Lover/Fighter aus dem Jahr 2003 benötigte Workman acht Monate, in denen er immer wieder an seinen Kompositionen zweifelte. Zuvor hatte der Schreibprozess immer nur zwei Wochen beansprucht. Nach Los Manlicious (2008) sagte sich Workman von Universal Music los und suchte erst Jahre später wieder externe Unterstützung, diesmal durch das Independent-Label Six Shooter Records. Im Jahr 2013 trat er als Mitglied einer neuen Band namens Mounties an die Öffentlichkeit. Die Idee dafür kam Hawksley Workman bei den Juno Awards 2009, aber die drei Musiker, die sich dort gefunden hatten, waren alle im Voraus beschäftigt und wollten es nicht zu früh verkünden, deshalb wartete man, bis die Single Headphones vorlag. Das dazugehörige Album erschien im März 2014.
Ebenfalls 2013 machte Workman mit einer Ein-Mann-Rock-Kabarett-Show Furore. Für The God That Comes brachten er und Christian Barry, der Leiter des 2b Theatre aus Halifax, eine Adaption der Euripides-Tragödie Die Bakchen auf die Bühne des Alberta Theatre Projects. Hawksley trat in verschiedenen Verkleidungen auf und bei den komplexeren Musikstücken wie If Your Prayer (Is a Song) und The Dress Makes the Man begleitete er sich dank Looptechnik selbst auf dem Schlagzeug, am Keyboard und an der Gitarre, den Eindruck erweckend, er habe eine komplette Band im Rücken.
Hawksley arbeitete bereits als Produzent für Künstler wie Serena Ryder, Sarah Slean, Jeen O’Brien, John Soutworth, Tegan & Sara und Great Big Sea. Zusammen mit der Oscar-dekorierten Schauspielerin Marion Cotillard komponierte und sang er 2008 das Duett The Strong Ones für eine Cartier-Kampagne. Er besitzt ein über hundert Jahre altes Ein-Zimmer-Schulgebäude, welches seine Großmutter noch als Kind besucht hat. Es dient ihm heute als ein Zuhause und als Aufnahmestudio. Mit Isadora Records betreibt Workman ein eigenes Plattenlabel, auf dem er zum Beispiel Nachwuchskünstlern wie seiner Landsmännin Serena Ryder einen Einstieg in das Musikgeschäft bietet, hauptsächlich aber unermüdlich seinen eigenen Werkausstoß veröffentlicht.

## Stil
Seine ersten Alben seien „Pop mit Leidenschaft“ gewesen, sagte er im Interview, und sollten als Reaktion auf den verhassten Grunge verstanden werden; in den Fokus sei er aber vor allem als Freak geraten. Der Journalist Christopher Lindemann hielt dem entgegen, er habe sich an „fast größenwahnsinnig melodiösem, Robbie-Williams-haften Poprock-Hymnen“ versucht.
Das erste Album bewege sich in den Gefilden des Folk, Pop und Glam Rock, lässt laut.de wissen. Das kanadische Magazin Famous nannte die meisten Stücke auf Lover/Fighter „gefällige Pop-Liedchen“. Fast denselben Begriff („Lover-Liedchen“) gebrauchte auch der Rolling-Stone-Rezensent. Bisweilen seien Songwriter-Qualitäten erkennbar, schreibt dieser, dem Ganzen wohne jedoch die Attitüde eines Möchtegern-Rockstars inne. Als Alternative Rock bezeichnet sputnikmusic.com die Musik Workmans. Auf der die Kabarett-Darbietung besprechenden Internetseite von The Globe and Mail ist von „Liedern mit Glam-Rock-Aroma“ die Rede.
Am ausführlichsten geht sputnikmusic.com auf den Stil ein:

“Hawksley Workman's music is diverse, with significant changes in style from album to album as well as from song to song. Although there are surely countless influences for his music, there is hardly any one band that can be pinpointed to as "the same," and certainly if one song is boxed in this way, the rest of the tracks on that albums are going to be different. Hawksley Workman's style ranges from grungy pop rock on Lovers/Fighters to quiet, sing-song acoustic melodies and tragically era-relevant lyrics on the bittersweet "Treeful of Starling", and everything in between from sexy jazz rock and alternative folk on 'Delicious Wolves' to the showtune-esque 'Paper Shoes' from 'Him and The Girls'.”

„Hawksley Workmans Musik ist vielfältig, mit signifikanten stilistischen Veränderungen von Album zu Album ebenso wie von Lied zu Lied. Zwar gibt es sicherlich unzählige Einflüsse in seiner Musik, aber man kann schwerlich irgendeine Band ausmachen, die „ganz genauso“ klingt. Und gewiss sind, wenn ein Lied in eine bestimmte Richtung geht, die übrigen Lieder auf diesem Album davon verschieden. Hawksley Workmans Stilvielfalt reicht von grungeartigem Pop-Rock auf Lovers/Fighters bis zu ruhigen, modulationsarmen Akustik-Melodien und tragischen Texten auf dem bittersüßen Treeful of Starling sowie alles dazwischen von sexy Jazz-Rock und Alternative Folk auf Delicious Wolves bis zu einer Showeinlage ähnlichen Paper Shoes aus dem Album Him and the Girls.“

Die Texte drehen sich oft um Liebe, Sex, Schmerz und Verlust. Gerrit Pohl vom Rolling Stone empfindet sie als „belanglos“ und „einfältig“.
Die Person Hawksley Workman umschreibt Jörn Schlüter im Rolling Stone als „[i]rgendwo zwischen Rock'n'Roll-Star, Spoken-Word-Performer und Vaudeville-Kunstfigur angesiedelt“, die „mal die große Rock-Geste, mal Kleinkunst zelebriert“.

## Diskografie

### Alben
- 1999: For Him and the Girls (Isadora Records)
- 2001: (Last Night We Were) The Delicious Wolves (Isadora Records/Universal Music)
- 2001: Almost a Full Moon (8 Lieder, grünes Cover, Isadora Records)
- 2002: Almost a Full Moon (10 Lieder, 1-7 wie Version 2001, lila Cover, Isadora Records/Universal Music)
- 2003: (Last Night We Were) The Delicious Wolves (mit Bonustracks, Videoclips und anderem Cover, Ba Da Bing!)
- 2003: Lover/Fighter (Isadora Records/Universal Music)
- 2004: Before We Were Security Guards (Aufnahmen von 1998, Isadora Records)
- 2006: Treeful of Starling (Isadora Records/Universal Music)
- 2006: My Little Toothless Beauties (Live, Isadora Records)
- 2006: Puppy (A Boy's Truly Rough)
- 2008: Between the Beautifuls (Universal Music)
- 2008: Los Manlicious (Universal Music)
- 2010: Meat (Isadora Records)
- 2010: Milk (Isadora Records)
- 2010: Meat/Milk (Doppel-CD, zusammengefasste CDs aus demselben Jahr, Isadora Records)
- 2011: Full Moon Eleven (Doppel-CD, Isadora Records)
- 2013: Songs from The God that Comes (Lieder aus dem Bühnenstück The God that Comes, Isadora Records)
- 2014: Thrash Rock Legacy (als Mounties, Light Organ Records)
- 2015: Old Cheetah (Six Shooter Records)

### Singles und EPs
- 2001: Jealous of Your Cigarette (Isadora Records)
- 2001: No More Named Johnny (französische Promo-Single, Recall)
- 2002: Striptease (Isadora Records)
- 2003: Anger as Beauty (Universal Music)
- 2003: We Will Still Need a Song (verschiedene Versionen mit 1, 2, 3 oder 4 Liedern, Universal Music)
- 2004: No Reason to Cry Out Your Eyes (On Highway Tonight) (Universal Music)
- 2008: Between the B-Sides (Isadora Records)
- 2010: Not Your Parent's Music (Isadora Records)
- 2010: (The Happiest Day I Know Is a) Tokyo Bicycle (Isadora Records)
- 2010: The Ground We Stand on (Six Shooter Records)

### DVDs
- 2004: Live in Lille (Isadora Records/Universal Music)